# تپه بردکر۲
تپه بردکر ۲ مربوط به قرون میانی اسلامی است و در شهرستان خرم‌آباد، بخش پاپی، دهستان گریت، روستای بردکر سگوندی واقع شده و این اثر در تاریخ ۸ بهمن ۱۳۸۵ با شمارهٔ ثبت ۱۷۰۰۵ به عنوان یکی از آثار ملی ایران به ثبت رسیده است.